# Podocarpus ramosii
Podocarpus ramosii — вид хвойних рослин родини подокарпових.

## Поширення, екологія
Країни поширення: Індонезія (Калімантан); Філіппіни. У даний час тільки записаний у карликових лісах, близько до вершин двох гір (на 1000 м на горі Бератус і 2170 м на горі Банахао).

## Використання
Інформація не доступна про потенційні чи реальні використання.

## Загрози та охорона
Ніяких конкретних загроз виявлено не було. Одне з двох відомих місць проживання знаходиться в межах заповідника гора Банахао.